# Head (Unix)
head (que significa cabeza en inglés) es un programa de los sistemas tipo Unix que muestra las primeras líneas de uno o más archivos de texto.
head imprimirá por defecto a la salida estándar las primeras diez líneas de sus datos de entrada. Tanto las unidades de impresión (líneas, bloques, bytes) como su número pueden alterarse con opciones de la línea de comandos:
- -n número: imprime el número indicado de líneas.
- -c número: imprime el número indicado de bytes.

Si el número indicado en las opciones va precedido por un signo -, head imprimirá desde el inicio del archivo hasta justo antes de la enésima unidad. Por ejemplo, el comando
```
head -c -175 
archivo
```

imprimirá el contenido de archivo excepto los últimos 175 bytes.
Usando una sintaxis más vieja (que aún se usa en Sun Solaris en lugar de la opción -n), las primeras 20 líneas y los primeros 20 bytes de archivo se mostrarían, respectivamente, con los comandos:
```
head -20 
archivo

head -50c 
archivo
```

Esta sintaxis, sin embargo, se considera obsoleta y no sigue el estándar POSIX 1003.1-2001. Aun si las versiones actuales la admiten, podría no funcionar cuando se usa con otras opciones.